# Hydractinia novaezelandiae
Hydractinia novaezelandiae är en nässeldjursart som beskrevs av Peter Schuchert 1996. Hydractinia novaezelandiae ingår i släktet Hydractinia och familjen Hydractiniidae. Inga underarter finns listade i Catalogue of Life.